# Alicia (álbum)
Alicia (estilizado em letras maiúsculas) é o sétimo álbum de estúdio da cantora, compositora e produtora americana Alicia Keys, lançado pela RCA Records em 18 de setembro de 2020. Escrito e produzido em grande parte por Keys, o álbum também apresenta contribuições de composição e produção de Swizz Beatz, Ludwig Göransson, Rob Knox, Johnny McDaid, e The-Dream, entre outros.
O álbum estava originalmente previsto para ser lançado em 20 de março de 2020, depois 15 de maio, antes de ser adiado ainda mais devido à pandemia de COVID-19. Sete singles foram lançados de Alicia antes de seu lançamento, incluindo o dueto com Miguel, "Show Me Love", "Time Machine", "Underdog", "Good Job", "Perfect Way to Die", "So Done", com Khalid e "Love Looks Better". O álbum estreou em quarto lugar na Billboard 200 dos EUA, tornando-se o oitavo top 10 de Keys na parada. Ela embarcara na Alicia – The World Tour em 2021, depois que as datas da turnê de 2020 foram adiadas devido à pandemia.

## Antecedentes
Logo após sua participação como apresentadora na 61ª edição do Grammy Awards em 10 de Fevereiro de 2019 lança o single "Raise a Man" mas nada foi divulgado se faria ou não parte do próximo álbum.
Em 17 de Setembro lança "Show Me Love" em parceria com o cantor Miguel e confirma ser o primeiro single de seu novo álbum.
Em 20 de Novembro lança um segundo single "Time Machine".
Em 11 de Janeiro de 2020 lança um terceiro single "Underdog", descrito como "um tributo às populações marginalizadas".
Em 23 de Abril lança um quarto single "Good Job", para homenagear os profissionais que trabalham na linha de frente e que arriscam a vida atendendo pessoas com suspeita de Covid-19.
Em 19 de Junho lança um quinto single "Perfect Way to Die", como resposta aos casos de brutalidade policial e racismo, que tem resultado na morte de negros e protestos da população nos Estados Unidos.
Em 14 de Agosto lança um sexto single "So Done" em parceria com o cantor Khalid, descrito como "como acabar com a mudança para o bem dos outros e deixar de lado as ideias de qualquer outra pessoa sobre como sua vida deveria ser".
Em 10 de Setembro lança um sétimo single "Love Looks Better". 

## Letras e Temas
Alicia, continua na veia temática socialmente consciente de Here (2016), apresentando narrativas pessoais que fazem conexões sócio políticas entre a visão que a narradora tem de si mesma e do mundo ao seu redor. Keys diz que o álbum reflete diferentes dimensões de seu relacionamento com as pessoas como um todo e que escrevê-lo encorajou uma maior introspecção.  Nas observações de Jon Pareles do The New York Times, a cantora defende a equanimidade "mas muitas vezes é tingido de ambivalência", refletindo "dúvidas, recriminações e arrependimentos" compartilhados em seu livro de memórias "More Myself" (2020).
O álbum abre com "Truth Without Love", que apresenta a ideia de que a verdade na sociedade se tornou "elusiva". A próxima música, "Time Machine", aborda o medo da introspecção e defende a busca do pensamento livre, ao invés do desejo pelo passado, como um meio de alcançar a paz de espírito. "Underdog" é uma ode aos "jovens professores", "estudantes médicos" e "mães solteiras à espera de um cheque". Canções como "Authors of Forever" transmitem apelos mais positivos por "esperança e mudança ". Um sentimento mais desesperado de esperança aparece na série final do álbum de apresentações de piano e vocal sem adornos," Perfect Way to Die" e "Good Job ",, respectivamente. Enquanto "Perfect Way to Die" é escrita a partir da perspectiva de uma mãe em luto por seu filho, que foi morto a tiros pela polícia, "Good Job" é uma homenagem a "as mães, os pais, os professores que nos procuram", e afins trabalhar um dia normal.
Entre as canções de amor do álbum, "3 Hour Drive" é um dueto entre Keys e Sampha, que lamentam a separação de um amante em uma progressão decrescente de acordes, enquanto "Show Me Love" e "Love Looks Better" expressam relações mais confiantes entre os amantes. Tanto "Gramercy Park" quanto o dueto de Khalid "So Done", mostram o narrador tentando fazer as pazes por ter lutado para apaziguar as expectativas de outras pessoas, com este último expressando um abandono de "lutar contra mim mesmo, ir para o inferno" a favor de “viver como eu quero”. 

## Estilo Musical
Segundo a cantora, Alicia é "tudo o que ela curte em termos de música e arte neste momento da sua vida”.
Para a crítica, musicalmente, Alicia se afasta da experimentação solta do álbum anterior de Keys, Here (2016). Sal Cinquemani da Slant Magazine disse que a artista revisita os estilos de seus trabalhos anteriores, incluindo baladas baseadas no piano e canções R&B com bumbo, embora com ganchos menos enfáticos. Nick Levine da NME disse que a direção do álbum, que Keys descreve como "sem gênero", é orientada para evocar um clima particular ao invés de se conformar com um som singular. O crítico pop do The New York Times, Jon Pareles escreveu que "a música muitas vezes se esvazia ao redor dela, abrindo profundos abismos de baixo ou cercando instrumentação esparsa com ecos vazios".
Em comparação com Here, Shakeena Johnson do Clash diz que Alicia é "menos pop e mais R&B". Embora considere o álbum frequentemente um trabalho de R&B contemporâneo, Helen Brown do The Independent diz que ele transmite melodias de soul tradicionais "por meio de sons estranhos - e certamente mais ecléticos do que ela tentou antes".
Levine também notou que no processo, canções individuais incorporam elementos de estilos particulares, incluindo downtempo R&B ("Show Me Love"), funk retrô ("Time Machine"), soul com influência folk ("Gramercy Park"), reggae e dub ("Wasted Energy") e (Me X 7), música caribenha ("Underdog").
e Sal Cinquemani notou que uma seleção de faixas do meio do álbum substitui piano por violão, dentro de um estilo de forma mais livre, que ele classifica como neo soul, onde a dinâmica da música é basicamente downtempo e sutil, exceto por "Love Looks Better", que é produzida em um estilo mais elevado.

“O álbum ALICIA é muuuuito loucccooooo !!!! Estou tão animada para vocês ouvirem isso. Eu amo todos os lados. Eu amo todos os lados de mim que nos reflete, eu amo o quanto estou mais perto de mim. Quanto mais eu estou disposta a me familiarizar. Eu nunca percebi o quanto eu confiava em apenas um lado. Quanto escondi as partes que expressavam raiva, fúria, sensualidade ou vulnerabilidade. Eu tenho adorado conhecer todos os meus lados ao longo dos anos. E agora aqui estou totalmente ALICIA. Realmente, percebi que nunca fui completamente eu. Nunca fui tão completamente a ALICIA do que sou neste momento."

Alicia explicando o álbum e seu título em um comunicado a imprensa

## Arte da Capa e Desenvolvimento
Através de suas redes sociais revelou que a capa de ALICIA foi inspirada em obras do fotógrafo afro-americano Kwame Brathwaite.
Já em entrevista a Zane Lowe para a Apple Music ela falou que o album é seu "favorito" até agora, pois mostra seu novo caminho de autodescoberta e que ele irá  revelar "quem ela é e quem quer ser"
"Estou gostando de descobrir quem eu sou e quem quero ser, porque funciona para mim e estar realmente consciente de estar ciente de não cair no mesmo padrão a que sempre estou acostumado, de fazer as coisas porque é o que sempre foi feito."
Sobre o adiamento do álbum em razão da pandemia do COVID-19 ela disse:
"Quanto mais tempo você passa com uma música, mais ela vai ganhando novos significados e mostrando diferentes lados seus. Especialmente com essa jornada de ‘Alicia’ porque 2020 foi o ano mais imprevisível que nós já tivemos então todas as grandes ideias foram embora”.
Sobre a participação da cantora Jill Scott na música auto intitulada "Jill Scott", ela disse que amou a batalha de "Verzuz" (um jogo que consiste em uma batalha entre artistas transmitida pelo Instragam, que foi criada por seu marido Swizz Beatz e Timbaland)  de Jill Scott e Erykah Badu  e que estava finalizando o álbum quando o pediu para entrar em contato com a cantora: "'Chame de Jill Scott. Porque eu não quero esquecer. Não se esqueça, porque eu sei que vou mandar para Jill. Chame de Jill Scott.' Boom. Chamei de 'Jill Scott', conversei com Jill, temos uma coisa incrível."
Sobre a experiência de trabalhar com diversos produtores e colaboradores durante o processo de construção do álbum, algo que ela não estava acostumada a fazer, ela disse: “Sempre foi difícil fazer essas colaborações, bem no início eu odiava muito e ficava muito incomodada. Mas com o tempo eu aprendi a gostar desse processo, porque tem algo muito louco entre o que eu trago e o que o outro traz, é uma junção de energias que se torna fascinante”.
Já em um jogo de perguntas e respostas em sua página oficial do twitter em resposta a seus fãs disse que o processo de colaboração "é totalmente natural, que alguns acontecem no momento certo, como Snoh Aalegra, Miguel e que seu marido, o produtor Swizz Beatz a colocou em contato com o artista tanzaniano Diamond Platnumz".

## Recepção da crítica
| Críticas profissionais | Críticas profissionais |
| Pontuações agregadas   | Pontuações agregadas   |
| Fonte                  | Avaliação              |
| ---------------------- | ---------------------- |
| AnyDecentMusic?        | 7.2/10                 |
| Metacritic             | 77/100                 |
| Avaliações da crítica  |                        |
| Fonte                  | Avaliação              |
| AllMusic               | [ 31 ]                 |
| Clash                  | 7/10                   |
| Evening Standard       | [ 32 ]                 |
| The Independent        | [ 19 ]                 |
| Mojo                   | [ 33 ]                 |
| NME                    | [ 14 ]                 |
| The Observer           | [ 34 ]                 |
| Rolling Stone          | [ 35 ]                 |
| Slant Magazine         | [ 16 ]                 |
| The Times              | [ 36 ]                 |

Alicia foi recebido com críticas em sua maioria positivas dos críticos. No Metacritic , que atribui uma classificação normalizada de 100 às resenhas de publicações profissionais, o álbum recebeu uma pontuação média de 77, com base em 12 resenhas. O AnyDecentMusic? atribuiu-lhe uma pontuação de 7,2 em 10, com base na avaliação do consenso crítico do local.
O crítico de música Will Hodgkinson do The Times saudou Alicia como "Songs in the Key of Life moderno da realeza do R&B" e saudou o retorno de Keys aos sons sofisticados de seu primeiro álbum, Songs in A Minor (2001). Nick Levine, da NME, ficou impressionado com a sensação musical coesa e a habilidade por trás das baladas de Keys, que ele disse emanar energia positiva bem intencionada e engajamento político empático. Ele também acreditava que o lançamento adiado do álbum em meio à pandemia tornou o assunto mais oportuno e terapêutico para os ouvintes. Sal Cinquemani da Slant magazine também aplaudiu o conteúdo e comparou-o ao "pop político mais eficaz", dizendo que Keys "atinge um equilíbrio cuidadoso entre esperança e desespero". Enquanto destacava as colaborações de estilo mais radical em "Wasted Energy" e "Me x 7", ele concluiu que Alicia é "ao mesmo tempo seu álbum mais acessível e inovador em anos". Jon Dolan da Rolling Stone considera seus registros mais 'musicalmente envolventes' e citou seu forte para ser lidar baladas como 'Perfect Way to Die' e 'Good Job'. “Generosidade temperada com humildade é um olhar raro e bem-vindo”, disse ele. Josh Weiner da Atwood Magazine disse que os repetidos atrasos não tinha datado qualidades musicais do álbum enquanto os eventos recentes no mundo tinham 'tornado-se uma versão especialmente poderosa e oportuna', especialmente no caso das últimas duas canções. “A grande arte com certeza tem um jeito de ganhar ainda mais significado e impacto com o passar do tempo”, concluiu.
Vários críticos destacaram o canto de Keys em Alicia. Dan Cairns do The Sunday Times disse que as composições estão no mesmo nível das composições "clássicas" de seus primeiros álbuns e que acentuam seus vocais, que ele descreveu como "subindo, descendo, espalhando, ricamente matizada, desenvolvendo paixão plena e restrição de queda ". Joe Muggs do The Arts Desk destacou as performances de Keys em "Perfect Way to Die", "Wasted Energy" e "Time Machine", onde seu "alcance multi-oitava é colocado em uso fantástico harmonizando-se com ela". Enquanto observava alguns exemplos de técnicas de canto espalhafatosas em outros lugares, ele especulou se o álbum como um todo sugere "um álbum de Keys, onde ela abandona o showbiz e dá o pontapé inicial nas jams". Andy Kellman do AllMusic descobriu que Alicia se apresentava "com alguns de seus vocais mais matizados", mas ficou menos impressionado com o material, as músicas que ele ficou mais impressionado já havia sido lançado como single. No final das contas, ele o considerou "o trabalho mais moderado de Keys".  James McNair da Mojo reclamou sobre a política altruísta de Keys ser "às vezes um pouco enjoativamente expressa" em um álbum que de outra forma seria impressionante por sua "voz primorosamente maleável, tiques de produção habilmente inventivos e ganhando apoio vocal" de artistas como Sampha e Diamond Platnumz.

## Divulgação
Em 21 de setembro de 2019 dá início a divulgação com uma performance de Show Me Love no iHeart Radio Music Festival em Las Vegas, em 28 de setembro faz uma nova performance de Show Me Love no festival Global Citizen Festival em Nova York.
Em 6 de Fevereiro de 2020 apresenta Time Machine e Underdog no Live Lounge da BBC Radio 1 junto com "Try Sleeping with a Broken Heart", o cover de Billie Eilish "Everything I Wanted" e Fallin''. Em 7 de fevereiro faz uma nova performance de Time Machine em um show realizado no Bush Hall em Londres.
Em 5 de Dezembro anuncia através da revista Billboard que seu novo álbum se chamará ALICIA e será lançado em 2020, descrevendo como "A melhor terapia que já teve".
Em 21 de Janeiro através de suas redes sociais anuncia a capa e 
a data prevista para o lançamento do álbum.
Em 26 de Janeiro de 2020 faz uma nova performance de Underdog na 62ª edição do Grammy Awards, a performance contou com a participação de
Brittany Howard, guitarrista da banda Alabama Shakes, em 29 de Janeiro foi a convidada do programa The Ellen DeGeneres Show e faz uma nova performance de Underdog e em 29 de Março também participa do evento "iHeartRadio Living Room Concert for America" com uma performance acústica de Underdog e dedica a todas as pessoas que arriscam suas vidas para combater a pandemia do COVID-19
Em 25 de Abril performa Good Job em uma live para o canal CNN, como tema de uma nova campanha da CNN Heroes em comemoração às pessoas comuns que surgiram como heróis durante a crise do Covid-19.
Em 15 de Junho foi divulgado o episódio (gravado em fevereiro) em que participou do "Tiny Desk Concert" (uma série de vídeos onde grandes artistas fazem apresentações acústicas no escritório da empresa em Washington, nos Estados Unidos da NPR, onde fez uma nova performance de Underdog e Show Me Love, juntamente com "Fallin'" e também apresentou “Gramercy Park”, uma nova música que também fará parte do novo álbum.
Em 10 de Setembro participa da cerimônia de abertura do ínício da nova temporada de jogos da NFL, a NFL Kickoff onde performa o hino "“Lift Every Voice and Sing“ e faz um show virtual onde apresenta Love Looks Better. 
Em 14 de Setembro publica um vídeo em suas redes sociais confirmando o lançamento de Alicia para 18 de Setembro.
Em 17 de Setembro se apresenta no programa Good Morning America onde fala sobre o novo álbum e também faz uma nova performance de Love Looks Better e faz um Mashup de Empire State of Mind e Good Job.
Em 17 de Setembro publica um teaser em suas redes sociais anunciando o novo álbum.
Em 18 de Setembro foi uma das atrações do festival iHeartRadio Music Festival onde fez nova performance de "Love Looks Better" e apresentou "So Done".
Em 22 de Setembro foi a convidada do programa  “The Late Show With James Corden” onde também falou sobre o novo álbum e apresentou em versão drive-in, So Done que contou com a presença do cantor Khalid, Love Looks Better e Gramercy Park que contou com a presença da cantora Bebe Rexha. Também em 22 de Setembro lançou uma versão exclusiva acústica de 3 Hour Drive com a participação do cantor SIR para o canal oficial do Colors no Youtube.
Em 24 de Setembro participa do programa "BBC The One Show" atráves de uma live.
Em 25 de Setembro divulga os bastidores de ALICIA atráves da websérie "Credit Due", exclusiva do serviço Tidal.
Em 14 de Outubro fez uma nova performance de Love Looks Better no Billboard Music Awards
Em 8 de Novembro também foi uma das atrações do EMA 2020 onde fez uma nova performance de Love Looks Better, dessa vez ao piano e usando máscara.

## Desempenho Comercial
Alicia estreou em quarto lugar na Billboard 200 com 62,000 cópias equivalentes se tornando a primeira maior semana de vendas de uma artista feminina de R&B do ano e seu oitavo álbum a estrear no top 5 da Billboard 200, a cantora agradeceu em suas redes sociais.

## Alinhamento de Faixas
| Edição padrão  |                                                    | |                                                                       |         |  |
| N.º            | Título                                             | Compositor(es) | Produtor(es)                                                          | Duração |  |
| 1.             | "Truth Without Love"                               | Alicia Keys Larrance Dopson (1500 or Nothin') Khirye Taylor Kasseem Dean Terius Nash Justus Alexander West Damien Romel Farmer | 1500 or Nothin' Khirye Taylor                                         | 2:34    |  |
| 2.             | "Time Machine"                                     | Keys Sebastian Kole Robin "Rob Knox" Tadross                                                                                   | Keys Rob Knox Emile Haynie [A]                                        | 4:30    |  |
| 3.             | "Authors of Forever"                               | Keys Johnny McDaid Jonathan Coffer                                                                                             | Johnny McDaid Jonny Coffer Keys Mark Ronson [A]                       | 3:37    |  |
| 4.             | "Wasted Energy" (participação de Diamond Platnumz) | Keys Richard Isong Ariowa Irosogie Nathaniel Warne Kali McLoughlin                                                             | P2J                                                                   | 4:19    |  |
| 5.             | "Underdog"                                         | Keys McDaid Ed Sheeran Foy Vance Jonny Coffer Amy Wadge                                                                        | McDaid Keys                                                           | 3:28    |  |
| 6.             | "3 Hour Drive" (participação de Sampha)            | Keys Sampha Sisay James Napier                                                                                                 | Keys Sampha                                                           | 4:10    |  |
| 7.             | "Me x 7" (participação de Tierra Whack)            | Keys Christopher A. Stewart Patrick William Postlewait Samuel Kirk Thomas Jeremiah Bethea Pierre Medor Tierra Whack            | Tricky Stewart Pierre Medor [A] Sam Thomas [A] Patrick Postlewait [A] | 3:32    |  |
| 8.             | "Show Me Love" (participação de Miguel)            | Keys Daystar Peterson Morgan Matthews Miguel Pimentel                                                                          | Keys Morgan Matthews                                                  | 3:14    |  |
| 9.             | "So Done" (participação de Khalid)                 | Keys Ludwig Göransson Khalid Robinson                                                                                          | Ludwig Göransson                                                      | 3:55    |  |
| 10.            | "Gramercy Park"                                    | Keys Napier Sam Romans | Jimmy Napes Keys                                                      | 3:12    |  |
| 11.            | "Love Looks Better"                                | Keys Ryan Tedder Dopson Noel Zancanella Christopher "Brody" Brown                                                              | Keys Ryan Tedder Noel Zancanella Dopson (1500 or Nothin') [A]         | 3:23    |  |
| 12.            | "You Save Me" (participação de Snoh Aalegra)       | Keys Snoh Nowrozi | Keys                                                                  | 3:41    |  |
| 13.            | "Jill Scott" (participação de Jill Scott)          | Keys Delano "Sean C" Matthews Dean Jill Scott                                                                                  | Sean C                                                                | 4:05    |  |
| 14.            | "Perfect Way to Die"                               | Keys Kole | Keys Kole                                                             | 3:31    |  |
| 15.            | "Good Job"                                         | Keys Nash Dean Avery Chambliss                                                                                                 | Keys                                                                  | 3:50    |  |
| Duração total: | Duração total:                                     | Duração total: | Duração total:                                                        | 54:40   |  |

| Bonus Live Videos Edition (Exclusivo Apple Music) |                                                                                          |                                                                              |         |  |
| N.º                                               | Título                                                                                   | Compositor(es)                                                               | Duração |  |
| 16.                                               | "Love Looks Better (live from the 2020 American Express Unstaged)"                       | Keys Tedder Dopson (1500 or Nothin') Zancanella Brown                        | 4:06    |  |
| 17.                                               | "Un-Thinkable (I'm Ready) / 3 Hour Drive (live from the 2020 American Express Unstaged)" | Keys Aubrey Graham Kerry Brothers, Jr. Noah "40" Shebib / Keys Sampha Napier | 5:00    |  |
| Duração total:                                    | Duração total:                                                                           | Duração total:                                                               | 63:43   |  |

| Faixa bônus da versão japonesa |                                                             |                                                    |                |         |  |
| N.º                            | Título                                                      | Compositor(es)                                     | Produtor(es)   | Duração |  |
| 16.                            | "Show Me Love (Remix)" (participação de 21 Savage & Miguel) | Keys Bin Abraham-Joseph Peterson Matthews Pimentel | Keys Matthews  | 3:59    |  |
| Duração total:                 | Duração total:                                              | Duração total:                                     | Duração total: | 58:45   |  |

| Faixas bônus da edição digital e streaming |                                                                          | |                     |         |  |
| N.º                                        | Título                                                                   | Compositor(es)                                                                                        | Produtor(es)        | Duração |  |
| 16.                                        | "Three Hour Drive – A Colors Show" (participação de SIR)                 | Keys Sampha Napier                                                                                    | Keys SIR            | 4:04    |  |
| 17.                                        | "A Beautiful Noise" (Alicia Keys & Brandi Carlile)                       | Keys Brandi Carlile Brandy Clark Hailey Whitters Hillary Lindsey Linda Perry Lori McKenna Ruby Amanfu | Keys Brandi Carlile | 3:19    |  |
| 18.                                        | "Wasted Energy (Remix)" (participação de Diamond Platnumz & Kaash Paige) | Keys Isong Irosogie Warne McLoughlin                                                                  | P2J                 | 4:37    |  |
| Duração total:                             | Duração total:                                                           | Duração total:                                                                                        | Duração total:      | 66:00   |  |

Notas
A  - denota co-produtores

## Equipe e produção
Créditos adaptados de Notas do encarte de Alicia

### Arte e Design
- Alicia Keys - conceito
- James Bailey - direção criativa
- Jason Bolden - styling
- FISK - design
- Naivasha Johnson - cabelo
- Ramon Rivas - videografia
- Romy Soleimani - pele
- Milan Zrnic - fotografia

| - Alicia Keys - vocais principais, baixo Moog (faixa 2, 11-12), piano (faixa 3, 5-6, 10, 12, 14,15,17), teclados (faixa 3, 5-6, 10-11), plano de fundo vocais (faixa 5), programação de bateria (faixa 6), arranjo vocal (faixa 8) - Diamond Platnumz - artista em destaque (faixa 4) - Sampha - artista em destaque (faixa 6), teclados (faixa 6), piano (faixa 6) - Tierra Whack - artista em destaque (faixa 7) - Miguel - artista em destaque (faixa 8) - Khalid - artista apresentado (faixa 9) - Snoh Aalegra - artista em destaque (faixa 12) - Jill Scott - artista apresentada (faixa 13) - Brandi Carlile - artista apresentada, piano (faixa 17) - Kaash Paige - artista em destaque (faixa 18) - John Benthal - cítara elétrica (faixa 2) - Jonny Coffer - programação (faixa 3, 5) - Alexandria Dopson - vocais de fundo (faixa 1) - Kali McLoughlin - vocais de fundo (faixa 4,18) - Larrance Dopson - teclados (faixa 1) - Dammo Farmer - baixo (faixa 1) - Ludwig Göransson - teclados (faixa 9), baixo (faixa 9), programação (faixa 9) - Emile Haynie - programação adicional (faixa 2), programação (faixa 5), programação de bateria (faixa 6) - Jukebox - programação (faixa 5), programação de bateria (faixa 11) - Rob Knox - teclados (faixa 2), programação (faixa 2) - Tory Lanez - arranjo vocal (faixa 8) - Morgan Matthews - guitarras (faixa 8) | - Johnny McDaid - baixo (faixa 3, 5), vocais de vocoder (faixa 3), programação (faixa 3, 5), vocais de fundo (faixa 5) - Pierre Medor - teclados (faixa 7) - Ann Mincieli - baixo (faixa 11) - P2J - teclados (faixa 4,18), programação (faixa 4,18) - Patrick Postlewait - baixo (faixa 7) - The Picard Brothers - programação (faixa 3) - Will Reynolds - guitarra elétrica (faixa 5) - Sam Roman - guitarra (faixa 10) - Mark Ronson - baixo (faixa 3), guitarra (faixa 3), programação (faixa 3) - Davide Rossi - arranjo de cordas (faixa 14), cordas (faixa 14) - Raphael Saadiq - guitarras (faixa 8) - Ed Sheeran - violão (faixa 5), vocais de fundo (faixa 5) - Ash Soan - bateria (faixa 5) - Tricky Stewart - teclados (faixa 7) - Ryan Tedder - programação de bateria (faixa 11), teclados (faixa 11) - Sam Thomas - teclados (faixa 7) - Khirye Tyler - teclados (faixa 1) - Justus West - guitarra (faixa 1) - Steven Wolf - bateria (faixa 5), programação (faixa 5) |

### Técnico
| - Alicia Keys - produção executiva, produção (faixa 2–3, 5–6, 8, 10–12, 14-15) - Graham Archer - engenharia (faixas 3, 5) - Sean C - produção (faixa 13) - Jim Caruana - mixagem de vocais (faixa 12) - Jonny Coffer - produção (faixa 3) - Riccardo Damian - engenharia (faixa 3) - Scott Desmarais - assistente de mixagem (faixas 1–2, 5, 7-9) - Larrance Dopson - produção (faixa 1), co-produção (faixa 11) - Chris Galland - engenharia de mixagem (faixas 1-2, 5, 7-9) - Serban Ghenea - mixagem (faixas 3, 11) - Ludwig Göransson - produção (faixa 9), engenharia (faixa 9) - John Hanes - engenharia para mix (faixa 3, 11) - Emile Haynie - co-produção (faixa 2) - Jeremie Inhaber - assistente de mixagem (faixas 1–2, 5, 7-9) - Andrew Keller - assistente de engenharia (faixa 7-8) - Kez Khou - assistente - Rob Knox - produção (faixa 2) - Sebastian Kole - produção (faixa 14) - Denis Kosiak - engenharia (faixa 9) - Dave Kutch - masterização - Manny Marroquin - mixagem (faixas 1–2, 5, 7-9) - Tony Maserati - mixagem (faixa 6) | - Morgan Matthews - produção (faixa 8) - Johnny McDaid - produção (faixa 3, 5), engenharia (faixa 5) - Pierre Medor - co-produção (faixa 7) - Ann Mincieli - engenharia, gravação (faixa 2, 8), mixagem (faixa 4, 10, 12-15) - Brendan Morawski - engenharia (faixa 1, 7, 11), assistente de engenharia (faixa 2, 8, 10, 12, 14-15), assistente de engenharia de mixagem (faixa 4), engenharia adicional (faixa 5), assistente de gravação (faixa 5 , 9), mixagem (faixa 12-13) - Jimmy Napes - produção (faixa 10) - P2J - produção (faixa 4) - Kevin Peterson - assistente de masterização - Patrick Postlewait - co-produção (faixa 7) - Will Reynolds - assistente de engenharia (faixa 3), assistente de gravação (faixa 5) - Ramon Rivas - assistente - Mark Ronson - co-produção (faixa 3) - Sampha - produção (faixa 6) - Tricky Stewart - produção (faixa 7) - Ryan Tedder - produção (faixa 11) - Sam Thomas - co-produção (faixa 7), engenharia (faixa 7) - Khirye Tyler - produção (faixa 1) - Noel Zancanella - produção (faixa 11) - Christopher "Brody" Brown - co-produção (faixa 11) |